# Clark Adams
Clark Davis Adams (23 de julho de 1969 –21 de maio de 2007) foi um pensador, filósofo e ativista americano.